# Sergio De Jesús Hernández
Sergio de Jesús Hernández, actualmente el alcalde del Municipio Heres del Estado Bolívar.

## Vida
Trabajó en la Secretaría de Mantenimiento y Servicios Generales del Estado Bolívar por más de 8 años, se retiró para iniciar campaña por la alcaldía del Municipio Heres.
El 8 de diciembre de 2013, fue elegido con 47.345 votos como alcalde del Municipio Heres del Estado Bolívar.